# Beryli hydride
Beryli hydride (có tên hệ thống là poly[beryllane(2)] và beryli dihydride) là một hợp chất vô cơ có công thức hóa học (BeH2)n (cũng được viết ([BeH
2])n hoặc BeH2). Hydro đất kiềm này là một chất rắn không màu, không hòa tan trong dung môi không phân hủy nó. Không giống như các hydride liên kết ion của các nguyên tố nhóm 2 nặng hơn, beryli hydro được liên kết cộng hóa trị (liên kết ba electron hai tâm).

## Tổng hợp
Không giống như các kim loại nhóm 2 khác, beryli không phản ứng với hydro. Thay vào đó, BeH2 được điều chế từ các hợp chất beryli có sẵn. Nó được tổng hợp lần đầu tiên vào năm 1951 bằng cách xử lý dimethylberyllium, Be(CH3)2, với lithi nhôm hydride, LiAlH4.
BeH2 tinh khiết được hình thành từ quá trình nhiệt phân di-tert-butylberyllium, Be(C(CH3)3)2 ở 210 ℃.
Một quá trình đến các mẫu rất tinh khiết liên quan đến phản ứng của triphenylphosphine, PPh3, với beryllium borohydride, Be(BH4)2:
Be(BH4)2 + 2PPh3 → 2Ph3PBH3 + BeH2

## Kết cấu
BeH2 thường được hình thành dưới dạng chất rắn màu trắng vô định hình, nhưng dạng tinh thể hình lục phương có mật độ cao hơn (≈ 0,78 g/cm³) đã được báo cáo, được điều chế bằng cách nung nóng BeH2 vô định hình dưới áp suất, với 0,5–2,5% LiH như một chất xúc tác.
Một nghiên cứu gần đây đã phát hiện ra rằng beryli hydro tinh thể có một tế bào đơn vị trực giao tập trung vào cơ thể, chứa một mạng lưới tứ diện BeH4 chia sẻ góc, trái ngược với chuỗi vô hạn phẳng, cầu nối hydro, trước đây được cho là tồn tại trong tinh thể BeH2.
Các nghiên cứu về dạng vô định hình cũng thấy rằng nó bao gồm một mạng lưới tứ diện chia sẻ góc.

## Tính chất hóa học

### Phản ứng với nước và axit
Berylium hydride phản ứng chậm với nước, bị thủy phân nhanh chóng bởi axit như axit clohydric tạo thành beryli chloride.

### Phản ứng với căn cứ của Lewis
Beryllium hydride phản ứng với trimethylamine, N(CH3)3 để tạo thành một chất phụ gia dimeric, với hydride bắc cầu. Tuy nhiên, với dimethylamine, HN(CH3)2, nó tạo thành một loại beryllium diamide, [Be(N(CH3)2)2]3 và hydro. Phản ứng với lithium hydride trong đó ion hydride là base Lewis, tạo thành liên tiếp LiBeH3 và Li2BeH4.

## Dihydroberyli

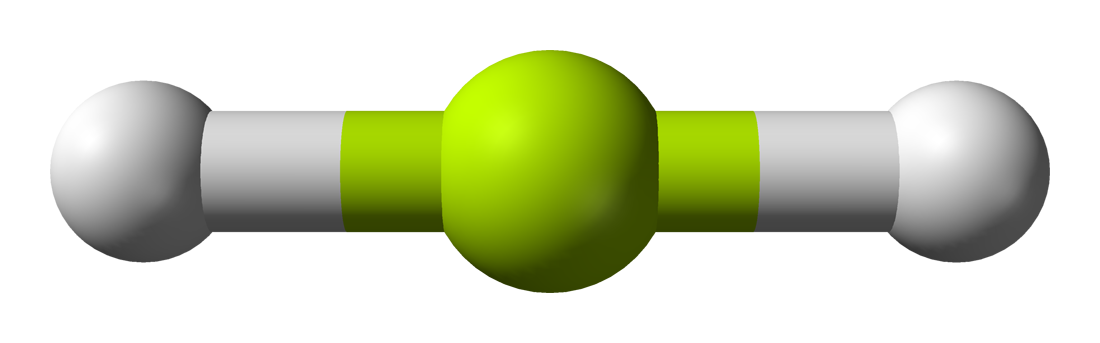
Cấu trúc của khí BeH_{2}.

Dihydroberyli là một hợp chất có liên quan với công thức hóa học BeH2 (cũng được viết BeH2). Đó là một loại khí không thể tồn tại không pha loãng. Dihydroberyli không được hòa tan sẽ tự động tự động hóa thành oligomers. Phân tử BeH2 tự do được tạo ra bởi sự phóng điện ở nhiệt độ cao đã được xác nhận là tuyến tính với độ dài liên kết Be–H là 133,376 pm. Phép lai của nó là sp.

### Tính chất hóa học
Về lý thuyết, nhóm hydroberyli hai phối hợp (-BeH) trong hydroberyli như dihydroberyli có thể chấp nhận một cặp electron tặng phối tử vào phân tử bằng cách thêm:
BeH2 + L → BeH2L
Do sự chấp nhận của phối tử tặng cặp điện tử (L), dihydroberyli có đặc tính axit Lewis. Dihydroberyli có thể chấp nhận hai cặp electron từ các phối tử, như trong trường hợp của anion tetrahydroberylilat (2-) (BeH2−
4).